# Tommy Bohman
Sven Gert Tommy Bohman, född 27 februari 1949 i Åseda församling i Kronobergs län, är en svensk socialdemokratisk politiker. Han var kommunstyrelseordförande i Vetlanda kommun från 2010 till 2014, då han efterträdde centerpartisten Gunilla Hjelm.

## Familj
Han är sedan 1977 gift med Birgitta Gustavsson (född 1956).